# Gérard Bourgeois (compositeur)
Pour les articles homonymes, voir Gérard Bourgeois, Robert Bourgeois et Bourgeois.
Gérard Bourgeois, nom de plume de Gérard Robert Édouard Bourgeois, né le 17 juin 1936 à Paris 20e et mort le 8 juillet 2016 à Talence en Gironde,, est un compositeur et un parolier français.

## Biographie
Le jeune Gérard songe très tôt à la composition et fait une rencontre décisive au début des années 1960 : celle du parolier Jean-Max Rivière. Leur association est rapidement renommée comme l'écrit Juliette Gréco : « Jean-Max Rivière et Gérard Bourgeois, irrésistible tandem blond [Rivière] et brun [Bourgeois], beaux et grands, association de choc pour dames sensibles et chanteuse qui cherche de bonnes chansons ».
La chanson La Madrague, écrite en 1962 pour Brigitte Bardot, fait leur succès et leur réputation dès leur rencontre comme se le rappelle Jean-Max Rivière en avril 2016 : « J’ai reçu, un jour, un coup de fil d’un gars qui se disait pianiste et voulait me rencontrer. Nous avons fait connaissance un soir, autour de quelques bouteilles. J’avais le début des paroles, “Sur la plage abandonnée…”. Gérard s’est mis au piano et la chanson est venue comme ça. Ce fut le début d’une association qui devait durer douze ans ». En effet, cette année-là, les titres qu'ils écrivent pour la star les popularise immédiatement lors du show télévisé de celle-ci diffusé pour le Nouvel An (avec l'autre titre C’est rigolo de 1962).
Le tandem ne se limite pas à la gent féminine et écrit également, dès 1964, pour des chanteurs comme Richard Anthony (À présent tu peux t'en aller) ou Jean-Claude Pascal (Entre la mer et toi, 1966).
Gérard Bourgeois collabore avec Jean-Max Rivière jusqu'au début des années 1970, puis chacun écrit ensuite de son côté, sans toutefois retrouver la veine de leur fructueuse association d’antan.
Il compose la musique du film Le Rock du Méchant Loup (Мама) réalisé par Elisabeta Bostan et sorti en 1976.
Malade, il meurt le 8 juillet 2016 à Talence. Ses obsèques ont lieu le 13 juillet à la cathédrale Saint-André de Bordeaux et il est inhumé le 20 juillet 2016 au cimetière du Père-Lachaise (59e division) à Paris.

## Honneurs
12 juin 2006 : Gérard Bourgeois est fait Chevalier de la Légion d'honneur par Renaud Donnedieu de Vabres.

## Hommages
« La Madrague et moi, abandonnées, pleurons notre ami Gérard Bourgeois, et c'est triste quand on pense à la saison du soleil et des chansons. »

— Brigitte Bardot, 8 juillet 2016.

« On a écrit : “Beaucoup de mes amis sont venus des nuages…” Maintenant beaucoup de mes amis s'en vont vers les nuages. »

— Jean-Max Rivière, 9 juillet 2016.

## Sa discographie comme interprète
- 1963 :
  - À la fin de l'été, paroles de Jean-Max Rivière
  - Tant pis, paroles de Jean-Max Rivière
  - Ceux, paroles de Jean-Max Rivière
  - Jamais trois sans quatre, paroles de Jean-Max Rivière
- 1964 :
  - Trois fois rien, paroles de Jean-Max Rivière
  - Je t’aime encore, paroles de Jean-Max Rivière
  - Viens encore une fois, paroles de Jean-Max Rivière
  - Pour de vrai, paroles de Jean-Max Rivière
  - Une autre que toi, paroles de Jean-Max Rivière
  - J'ai besoin de l'été, paroles de Jean-Max Rivière/Claudine Daubizit[12] et musique cocomposée avec Roland Vincent
  - Ne dis rien, paroles de Jean-Max Rivière
  - Pour t'oublier un jour, paroles de Jean-Max Rivière
- 1966 : Astérix : ils chantent !, extended play avec Jean-Max Rivière[13],[14],[15]
- 1967 (en duo avec Jean-Max Rivière) :
  - Le Message à crédit, paroles de Jean-Max Rivière
  - J'ai pas envie, paroles de Jean-Max Rivière
  - Tahiti, paroles de Jean-Max Rivière
  - Le Happening campagnard, paroles de Jean-Max Rivière
- 1973 (en duo avec Anne-Marie Peysson[16]) :
  - On est bien quand on est deux, paroles de Frank Thomas
  - Je m'ennuie, paroles et musique de Gérard Bourgeois

## Ses interprètes

### Marcel Amont
- 1970 : Petit bonhomme, paroles de Jean-Max Rivière

### Richard Anthony
- 1964 :
  - À présent tu peux t'en aller, adaptation avec Jean-Max Rivière de I Only Want to Be with You, créée par Dusty Springfield, paroles et musique originales américaines de Mike Hawker et Ivor Raymonde
  - Et quelque chose me dit, adaptation avec Jean-Max Rivière de I'm into Something Good (en), paroles et musique originales américaines de Gerry Goffin et Carole King

### Michèle Arnaud
- 1964 : Quand l’amour est écrit, paroles de Jean-Max Rivière.

### Barbara
- 1974 : L'Homme en habit rouge, paroles de Barbara

### Brigitte Bardot
- 1962 :
  - La Madrague, paroles de Jean-Max Rivière
  - C’est rigolo, paroles de Jean-Max Rivière
- 1964 :
  - Moi je joue, paroles de Jean-Max Rivière
  - Une histoire de plage, paroles de Jean-Max Rivière, musique cocomposée avec Yani Spanos
  - Ça pourrait changer, adaptation avec Jean-Max Rivière d’après une chanson de Bob Barratt (en)
  - À la fin de l’été, paroles de Jean-Max Rivière (chanson créée par Gérard Bourgeois en 1963[17])
  - Mélanie, paroles de Jean-Max Rivière
  - Ciel de lit, musique coécrite avec Gloria Lasso, paroles de Jean-Max Rivière
  - Un jour comme un autre, musique coécrite avec Gloria Lasso, paroles de Jean-Max Rivière
  - Jamais trois sans quatre, paroles de Jean-Max Rivière (chanson créée par Gérard Bourgeois en 1963[17])
- 1968 :
  - Le Soleil, paroles de Jean-Max Rivière, adapté en anglais par Eileen Goldsen[18] sous le titre Mister Sun
  - Gang gang, paroles de Jean-Max Rivière
  - On déménage, paroles de Jean-Max Rivière
  - Je reviendrai toujours vers toi, paroles de Jean-Max Rivière
  - Oh ! Qu’il est vilain, paroles de Jean-Max Rivière
  - Le diable est anglais, paroles de Jean-Max Rivière
  - Ce n’est pas vrai, paroles de Jean-Max Rivière
  - Ay que viva la sangria, paroles de Jean-Max Rivière

### Frida Boccara
- 1962 : Aux portes de l’amour, paroles de Michel Jourdan - composée en collaboration avec José Salcy

### Le Quartet de Lyon
- 1969 : La valise des vacances

### Guy Bontempelli[19]
- 1968 : Quand je vois passer un bateau, paroles de Guy Bontempelli

### Éric Charden
- 1968 : Sauve-moi, paroles de Jean-Max Rivière

### Les Compagnons de la chanson
- 1969 : Les Petits Musiciens des marchés mexicains, paroles de Jean-Max Rivière, cocomposée avec Jean-Pierre Calvet
- 1971 : Ma terre, musique de Jean-Pierre Calvet

### Nicole Croisille
- 1962 : Pourquoi donc vouloir, adaptation française par Gérard Bourgeois et arrangements par Michel Jourdan de la chanson américaine Love and Understanding (en), paroles et musique originales de Larry Douglas et Walter Bishop Jr
- 1978 : Parle pas comme ça, paroles de Pierre-André Dousset, cocomposée avec Patrick Lemaître
- 1981 : Va-t'en d’ici, paroles de Pierre-André Dousset, cocomposée avec Patrick Lemaître

### Dalida
- 1966 : Manuel Benitez El Cordobés, paroles de Jean-Max Rivière

### Jacqueline Danno
- 1970 : Ce merveilleux silence, paroles de Jean-Max Rivière

### Dave
- 1981 : Trouvé domicile, paroles de Patrick Loiseau, cocomposée avec Patrick Lemaître

### Michel Delpech
- 1969 :
  - L’amitié n’existe plus, paroles de Jean-Max Rivière
  - Élisabeth de quelque chose, paroles de Jean-Max Rivière
  - T’es belle comme une locomotive, paroles de Jean-Max Rivière.

### France Gall
- 1966 :
  - Tu n’as pas le droit, paroles de Jean-Max Rivière
  - Il neige, paroles de Jean-Max Rivière

### Juliette Gréco
- 1966 :
  - Un petit poisson, un petit oiseau, paroles de Jean-Max Rivière
  - À contrecœur, paroles de Jean-Max Rivière
- 1967[20] :
  - Les Amoureux de la plage, paroles de Jean-Max Rivière
  - L'Horoscope, paroles de Jean-Max Rivière
  - Le Tribunal d’amour, paroles de Jean-Max Rivière
  - Tout doucement, paroles de Jean-Max Rivière

### Gribouille
- 1965 :
  - Mathias, paroles de Gribouille
  - Mourir demain, paroles de Gribouille

### Daniel Guichard
- 1974 : Faire semblant, paroles de Daniel Guichard

### Jean Guidoni
- 1978 :
  - Il pleut sur Bali, paroles de Jean-Max Rivière et Jean Guidoni
  - Sur les chemins d’hier, paroles de Didier Barbelivien et Jean Guidoni
  - Quand j'aurai du temps, paroles de Pierre Delanoë
  - Les Scarabées, paroles de Didier Barbelivien et Jean Guidoni
  - Judy, paroles de Claude Lemesle et Jean Guidoni
  - Chut…Chut…Sweet Lucille, paroles Jean Guidoni et B. Lemaire
  - Nana, paroles de Claude Lemesle et Jean Guidoni
  - Juste après la mousson, paroles Jean Guidoni et B. Lemaire

### Françoise Hardy
- 1965 : L’Amitié, paroles de Jean-Max Rivière
- 1966 : Rendez-vous d’automne, paroles de Jean-Max Rivière
- 1967 : À la fin de l'été, paroles de Jean-Max Rivière (reprise de la chanson interprétée en 1964 par Brigitte Bardot. Chanson créée par Gérard Bourgeois en 1963[17])
- 1968 : Il vaut mieux une petite maison dans la main qu’un grand château dans les nuages, paroles de Jean-Max Rivière

### Gérard Lenorman
- 1969 : Tu viens d’avoir vingt ans, paroles de Jean-Max Rivière

### Enrico Macias
- 1977 : Elle venait de Sibérie, paroles d'Enrico Macias/Jacques Demarny, musique cocomposée avec Enrico Macias
- 1979 : La Méditerranée, paroles de Pierre-André Dousset/Jacques Demarny, musique cocomposée avec Enrico Macias
- 1984 : Je reviens toujours vers toi[21]

### Luis Mariano
- 1966 :
  - Bien plus fort, paroles de Jean-Max Rivière
  - Manuel Benitez El Cordobés, paroles de Jean-Max Rivière

### Nicoletta
- 1971 : Comme une île au soleil, paroles de Gérard Bourgeois/Guy Bontempelli et musique de Guy Bontempelli

### Jean-Claude Pascal
- 1966 : Entre la mer et toi, paroles de Jean-Max Rivière, musique cocomposée avec Bernard Gérard

### Serge Reggiani
- 1968 : Il suffirait de presque rien, paroles de Jean-Max Rivière
- 1970 : Gabrielle, paroles de Jean-Max Rivière

### Dick Rivers
- 1969 : Même, paroles de Jean-Max Rivière

### Tino Rossi
- 1972 : Il faut croire, paroles de Jean-Max Rivière

### Sandie Shaw
- 1967 : Prends la vie du bon côté, adaptation française par Jean-Max Rivière et Gérard Bourgeois de la chanson anglaise Tell The Boys, paroles et musique originales de Peter Callander (en) et Mitch Murray

### Les Surfs
- À présent tu peux t'en aller, adaptation avec Jean-Max Rivière de I Only Want to Be with You, créée par Dusty Springfield, paroles et musique originales américaines de Mike Hawker et Ivor Raymonde

### Sylvie Vartan
- 1966 : Ballade pour un sourire, paroles de Jean-Max Rivière
- 1967 : Un soir par hasard, paroles de Jean-Max Rivière
- 1967 : Le Kid, paroles de Jean-Max Rivière.

### Dominique Walter
- 1967 : Dodo l'enfant do, paroles de Jean-Max Rivière